# L'Apôtre (film, 2012)
Pour les articles homonymes, voir L'Apôtre.
Pour plus de détails, voir Fiche technique et Distribution.
L'Apôtre (O Apóstolo en version originale) est un long métrage d'animation espagnol réalisé par Fernando Cortizo, sorti en 2012. Il remporte le prix du public au festival international du film d'animation d'Annecy 2013. Il est produit par un total de 560 personnes.

## Synopsis
Un prisonnier récemment évadé tente de récupérer un trésor caché plusieurs années auparavant dans un petit village.

## Fiche technique
- Titre : L'Apôtre
- Titre original : O Apóstolo
- Réalisation : Fernando Cortizo
- Scénario : Fernando Cortizo
- Musique : Xavier Font, Philip Glass et Arturo Vaquero
- Montage : Fernando Alfonsin
- Producteur : Susan Gee et Solomon J. LeFlore
  - Producteur délégué : Isabel Rey et Jacqueline Scott
- Production : Artefacto producciones et EFG-Renascence Productions
- Distribution : EFG-Renascence Productions
- Budget : 15 000 000 $
- Pays de production :  Espagne
- Langue : espagnol et galicien
- Durée : 85 minutes
- Dates de sortie :
  - Espagne : 31 octobre 2012
  - France : 2013

## Distribution
- Carlos Blanco : Ramón
- Xosé Manuel Olveira Pico : Don Cesáreo
- Paul Naschy : l'archiprêtre
- Jorge Sanz : Pablo
- Celso Bugallo : Celso
- Geraldine Chaplin : Dorinda
- Manuel Manquiña : Atilano
- Luis Tosar : Xavier
- Pedro Alonso : un pèlerin
- Isabel Blanco : une pèlerine
- Atilano Franco : le primitif
- Jacobo Rey : le médecin

## Récompenses
En 2013, le film reçoit le Prix du public pour un long métrage au Festival international du film d'animation d'Annecy.